# Eurytoma leviuscula
Eurytoma leviuscula is een vliesvleugelig insect uit de familie Eurytomidae. De wetenschappelijke naam is voor het eerst geldig gepubliceerd in 1976 door Szelényi.